# James Bailey
James L. Bailey (Dublin, 21 maggio 1957) è un ex cestista statunitense, professionista nella NBA e in Italia.

## Carriera
È stato selezionato dai Seattle SuperSonics  al primo giro del Draft NBA 1979 (6ª scelta assoluta).
Con gli Stati Uniti ha disputato le Universiadi di Sofia 1977.